# (3259) Brownlee
(3259) Brownlee es un asteroide perteneciente al cinturón de asteroides, descubierto el 25 de septiembre de 1984 por Jane Platt desde el Observatorio del Monte Palomar, Estados Unidos.

## Designación y nombre
Designado provisionalmente como 1984 SZ4. Fue nombrado Brownlee en honor al astrónomo estadounidense Donald E. Brownlee.